# Nelma Quadros
Nelma Correia Quadros, ou simplesmente Nelma Quadros (São Gonçalo, 6 de julho de 1935 — Rio de Janeiro 7 de março de 1991) foi uma secretária executiva brasileira.
Foi secretária do jornal O Pasquim, um baluarte da resistência ao regime militar. Em seu labor no referido periódico era confidente de pessoas do calibre de Fausto Wolff , Carlos Drumond de Andrade e Sergio Cabral, entre outros.
Ligada ao Partido Democrático Trabalhista (PDT), era figura de lealdade ímpar aos ideais trabalhistas de Leonel Brizola e foi assessora da então deputada Yara Vargas na década de 1980 até a sua morte em 1991.
Foi uma das fundadoras do PDT.